# Luigi Rigio Branciforte
Luigi Rigio Branciforte, książę de Campoflorido – hiszpański polityk i dyplomata z XVIII wieku. Włoch z pochodzenia.
Kupił stopień pułkownika za 2.000 escudos. Był politycznym klientem księcia de Spinola. Od 1712 na dworze madryckim. Został kapitanem generalnym (capitán general) w Guipúzcoa (1715-1719), gubernatorem Ceuty (1719-1720), kapitanem generalnym Walencji (1723-1727), ambasadorem Hiszpanii w Wenecji (1737-1740) i Francji (1740-1746), gdzie negocjował II pakt familijny. Gdy zmarł Filip V Burbon, a żona zmarłego władcy Izabela Farnese, nastały złe czasy dla Włochów na dworze (a dobre dla Irlandczyków). Campoflorido powrócił na rodzinną Sycylię do Acitrezza, gdzie w 1749 wybudował pałac.
Jego dwaj synowie Stefano i Michele służyli królom Sycylii. Stefano Rigio, książę de Aci, był dzierżawcą generalnym (1738), ambasadorem Karola VI w Madrycie od czerwca 1743 do czerwca 1761. Michele Rigio, książę Campoflorido przejął rządy, gdy król Karol wyruszył na pole bitwy pod Veletri w 1744 roku i podpisał w 1759 roku rezygnacje Karola z Sycylii i Neapolu na rzecz Ferdynanda IV.